# Camille Stamaty

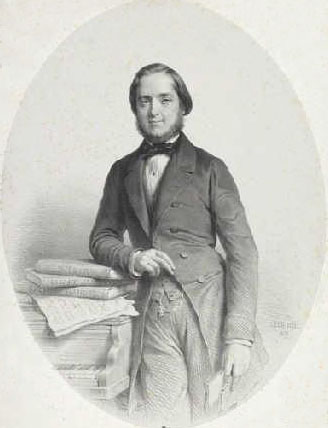
Camille Stamaty.

Camille-Marie Stamaty (marzo de 1811 - 19 de abril de 1870) fue un pianista y pedagogo francés.
Nació en Roma. Fue alumno de Friedrich Kalkbrenner y de Felix Mendelssohn en Leipzig en 1836, luego regresó a París al año siguiente y se dedicó a la enseñanza y a ser concertista. Fue profesor de Camille Saint-Saëns y de Louis Moreau Gottschalk.
- Datos: Q1029284
- Multimedia: Camille Stamaty / Q1029284